# Epacroplon cruciatum
Epacroplon cruciatum là một loài bọ cánh cứng trong họ Cerambycidae.